# Antonio Arias
Antonio Arias Mujica (født 9. oktober 1944 i Santiago, Chile) er en tidligere chilensk fodboldspiller (forsvarer).
Arias' karriere blev tilbragt i henholdsvis Magallanes og Unión Española i hjemlandet. Længst tid tilbragte han hos Unión, hvor han spillede i ti år og var med til at vinde tre chilenske mesterskaber.
Arias spillede desuden 30 kampe for det chilenske landshold. Han deltog ved VM i 1974 i Vesttyskland, hvor han spillede alle sit lands tre kampe. Han var også med til at vinde sølv ved Copa América i 1979.

## Titler
Primera División de Chile
- 1973, 1975 og 1977 med Unión Española